# Levadura nutricional

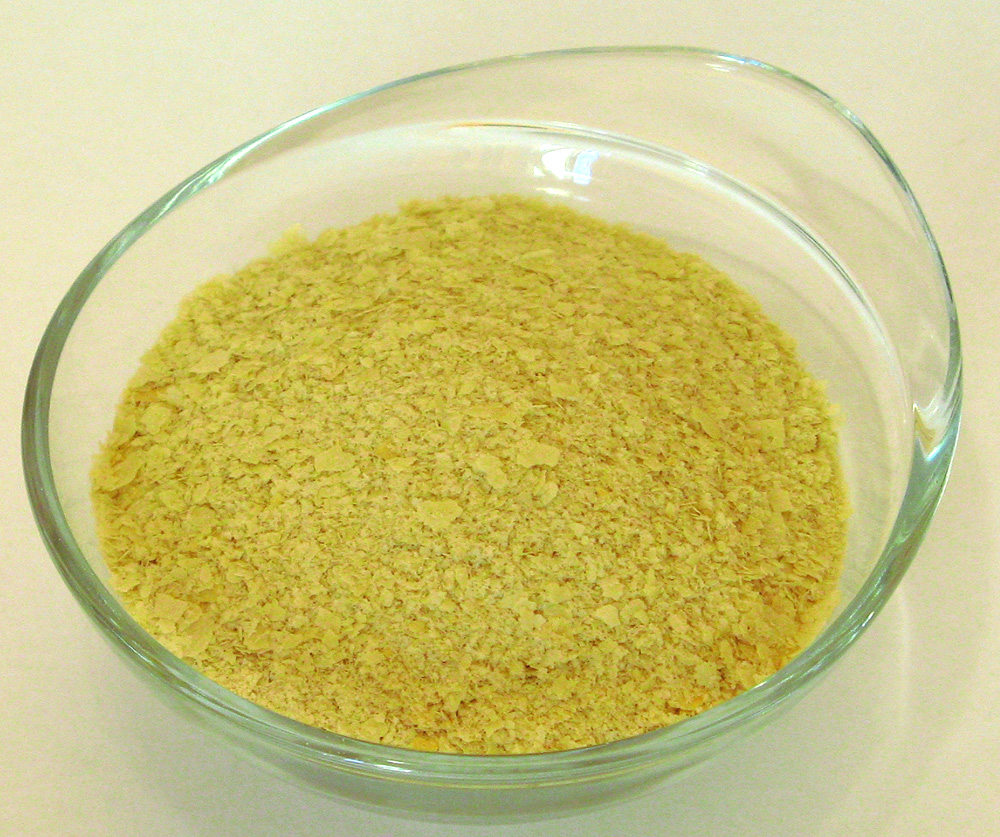
Hojuelas de levadura nutricional

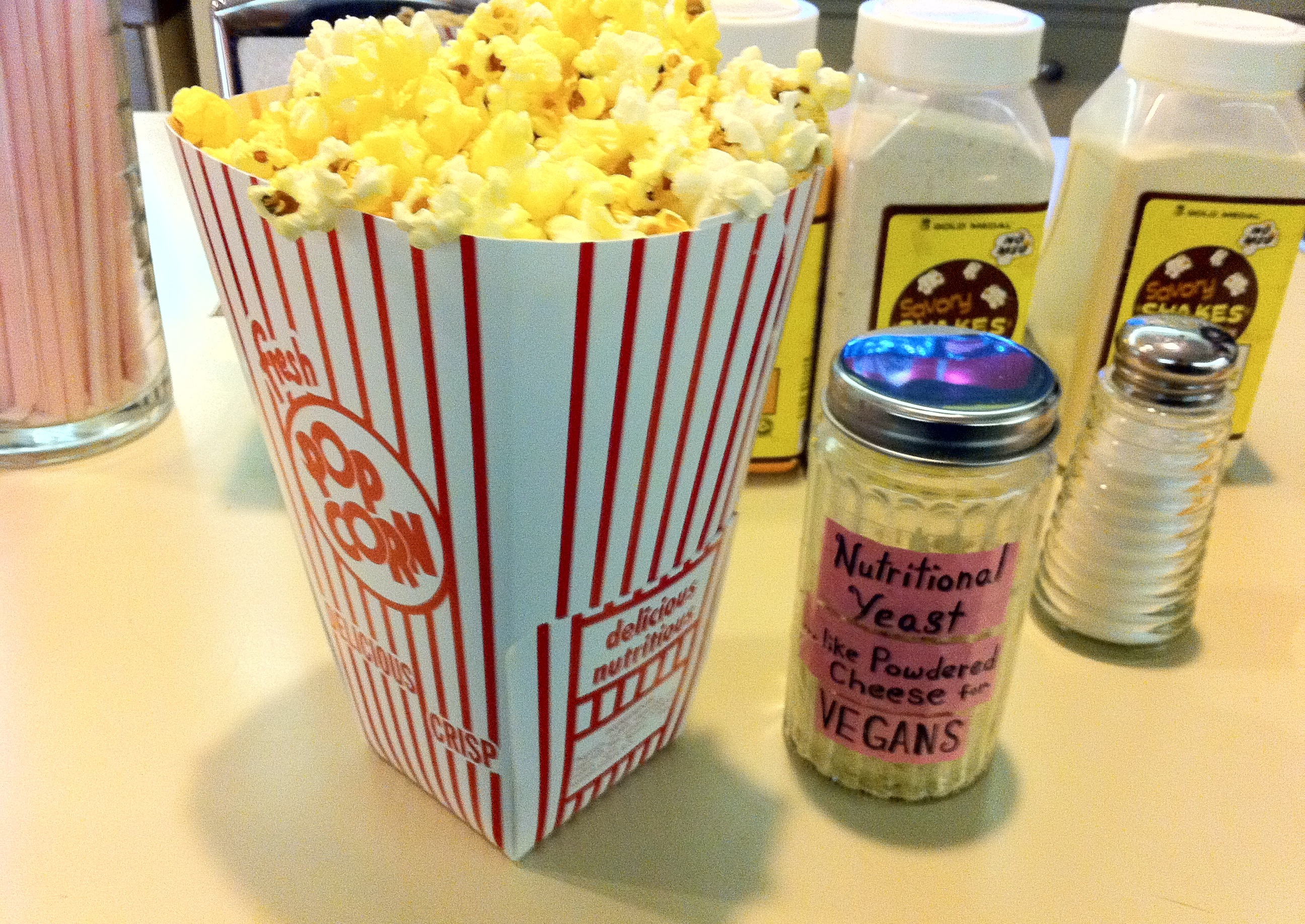
Algunos teatros ofrecen a los visitantes levadura nutricional para condimentar las palomitas de maíz.

La levadura nutricional, también conocida como nooch, es una levadura desactivada por lo que no fermenta. Se denomina así por la gran cantidad de nutrientes que contiene, entre los que destacan las proteínas, vitaminas y minerales. Usualmente se hace uso de una cepa de Saccharomyces cerevisiae, que se vende comercialmente como producto alimenticio.  Se vende en forma de hojuelas, gránulos o polvo amarillo y se puede encontrar a granel en la mayoría de las tiendas de alimentos naturales. Es popular entre los veganos y vegetarianos y puede usarse como ingrediente en recetas o como condimento.
Es una fuente importante de algunas vitaminas del complejo B y contiene trazas de otras vitaminas y minerales. A veces, la levadura nutricional es fortificada con vitamina B12.
La levadura nutricional tiene un sabor fuerte parecido al de las nueces y al queso, lo que la hace popular como ingrediente sustituto del queso en platos como puré, papas fritas, o tofu revuelto, o como aderezo para palomitas de maíz, por dar algunos ejemplos.

## Composición
La levadura nutricional es una levadura inactiva de células enteras que contiene partes solubles e insolubles; que es diferente del extracto de levadura. El extracto de levadura se elabora centrifugando la levadura nutricional inactiva y concentrando las proteínas de las células de levadura solubles en agua que son ricas en ácido glutámico, nucleótidos y péptidos, los compuestos de sabor responsables del llamado sabor umami. [cita requerida]

## Nutrición
Los valores nutritivos de la levadura nutricional varían de un fabricante a otro. En promedio, dos cucharadas (aproximadamente 30 ml) proporcionan 60 calorías con cinco gramos de carbohidratos y cuatro gramos de fibra. Una porción también proporciona 9 gramos de proteína, que es una proteína completa, que proporciona los nueve aminoácidos que el cuerpo humano no puede producir. La levadura nutricional se puede clasificar en fortificada y no fortificada. Si bien ambos tipos proporcionan hierro, la levadura fortificada proporciona el 20 por ciento del valor diario recomendado, mientras que la levadura no fortificada proporciona sólo el 5 por ciento. La levadura nutricional no fortificada proporciona del 35 al 100 por ciento de las vitaminas B1 y B2.
Dado que la levadura nutricional es frecuentemente usada por veganos que pueden estar interesados en complementar sus dietas con vitamina B 12, ha habido confusión sobre la fuente de la  B12 en la levadura nutricional. La levadura no puede producir B12, que es producida naturalmente solo por algunas bacterias. Algunas marcas de levadura nutricional, aunque no todas, están fortificadas con vitamina B 12. Cuando está fortificada, la vitamina B12 (comúnmente cianocobalamina ) se produce por separado y luego se agrega a la levadura.

## Producción comercial
La levadura nutricional se produce cultivando una levadura en un medio nutritivo durante varios días. El ingrediente principal del medio de cultivo es la glucosa, a menudo de melaza de caña de azúcar o remolacha. Cuando la levadura está lista, se desactiva con calor y luego se cosecha, se lava, se seca y se envasa. La especie de levadura utilizada es a menudo una cepa de Saccharomyces cerevisiae. Las cepas se cultivan y seleccionan según las características deseables y, a menudo, exhiben un fenotipo diferente al de las cepas de S. cerevisiae utilizadas para hornear y elaborar cerveza. 

### Producción por países
En Australia, a veces se vende como "hojuelas de levadura saladas". En Nueva Zelanda, se conoce desde hace mucho tiempo como Brufax. Aunque la levadura nutricional generalmente se refiere a productos comerciales, los prisioneros de guerra alimentados de manera inadecuada han utilizado levadura de cosecha propia para prevenir la deficiencia de vitaminas.

## Preocupaciones ambientales
La producción de levadura nutricional libera acetaldehído, del grupo de sustancias químicas conocidas como compuestos orgánicos volátiles (COV). El acetaldehído es una sustancia química similar tanto químicamente como en toxicidad al formaldehído. [cita requerida] Las Normas Nacionales para la Emisión de Contaminantes Atmosféricos Peligrosos (NESHAP, por sus siglas en inglés) para este sector fueron propuestas en 1998 y promulgadas en 2001. En estas acciones, la Agencia de Protección Ambiental de Estados Unidos identificó al acetaldehído como el contaminante atmosférico peligroso emitido en mayores cantidades por la fabricación de levadura nutricional clasificado como cancerígeno, aunque no como un componente del producto terminado. Es decir, no como un componente de la levadura.